# فائوستو زونارو
فائوستو زونارو (به ایتالیایی: Fausto Zonaro) نقاش رئالیست ایتالیایی بود. وی بیشتر برای نقاشی‌هایی که از زندگی در امپراتوری عثمانی کشیده‌بود، شناخته می‌شود.
فائوستو زونارو در دوره‌ای طولانی، نقاش رسمی دربار پادشاهی دولت علیه عثمانی بود.

## نگارخانه

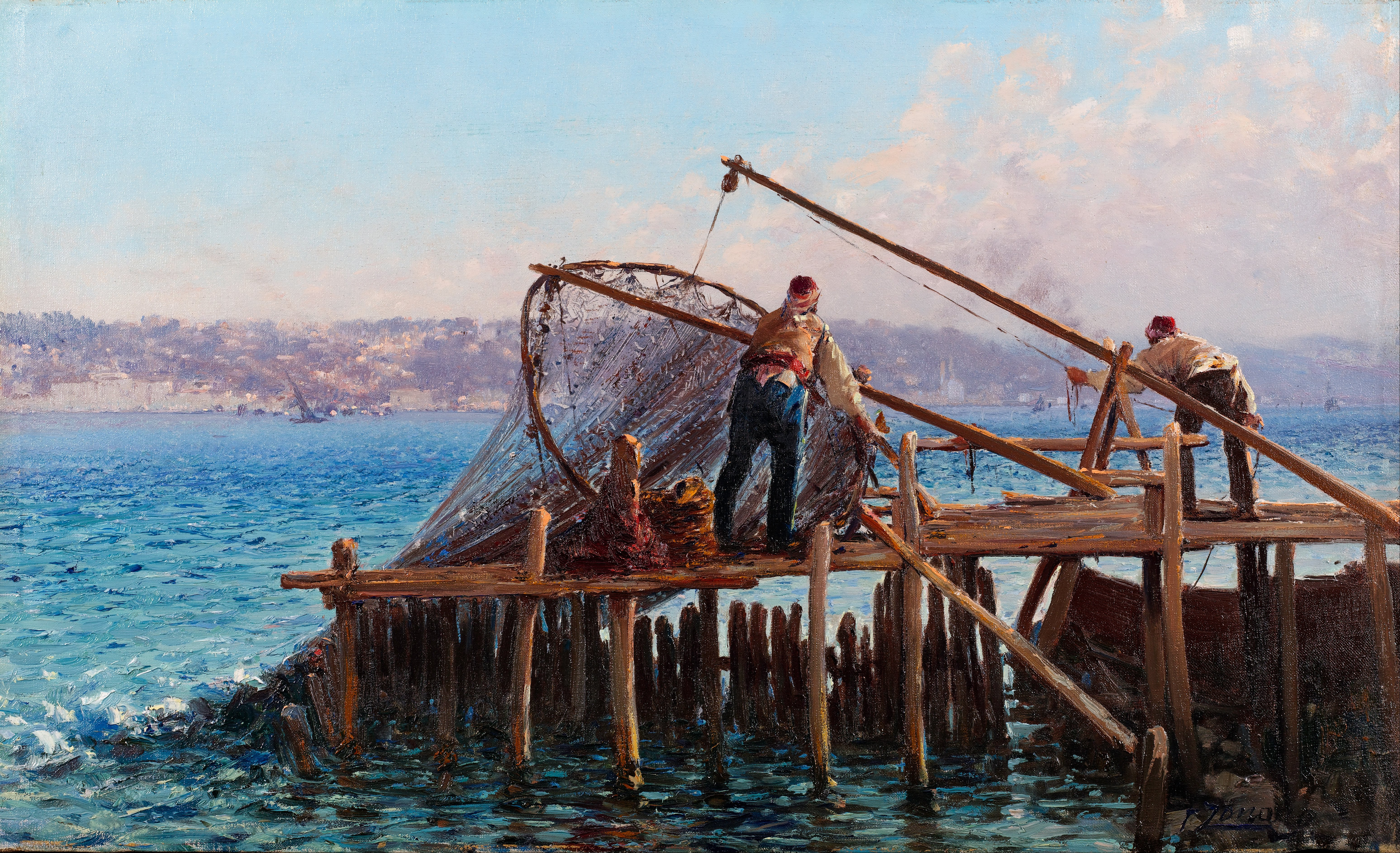
ماهی‌گیرانِ محلهٔ ببک استانبول موزه پرا
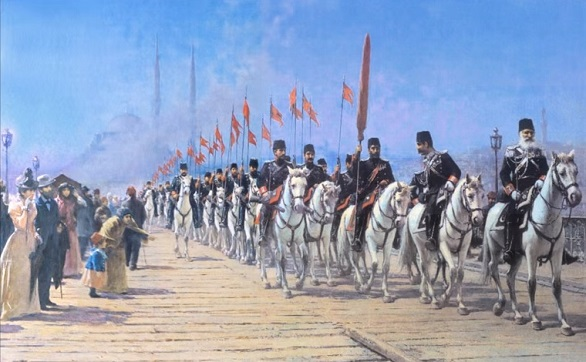
سواره‌نظام عثمانی در حال عبور از پُل گالاتا
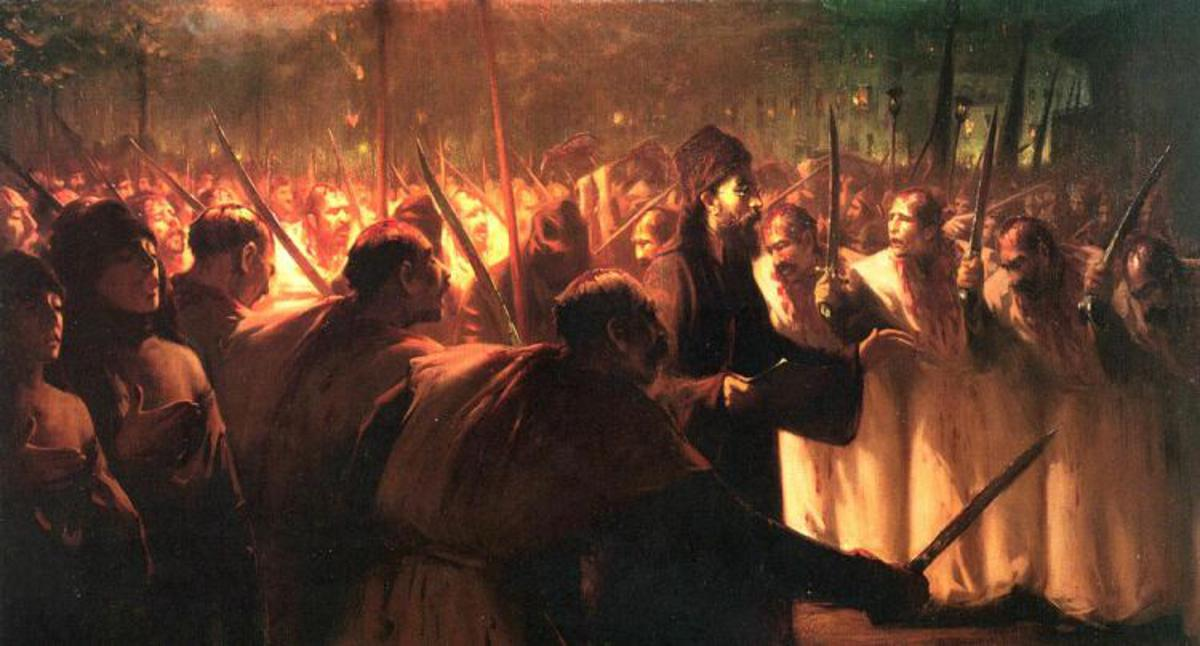
هیئت قمه‌زنان در ۱۰ مُحرم
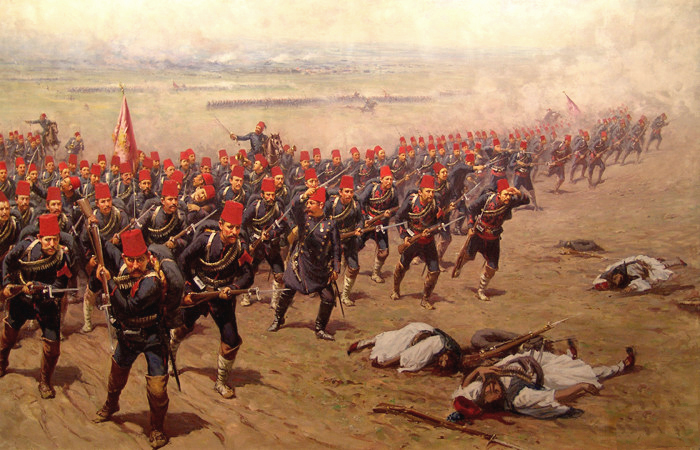
پیش‌روی خط مقدم
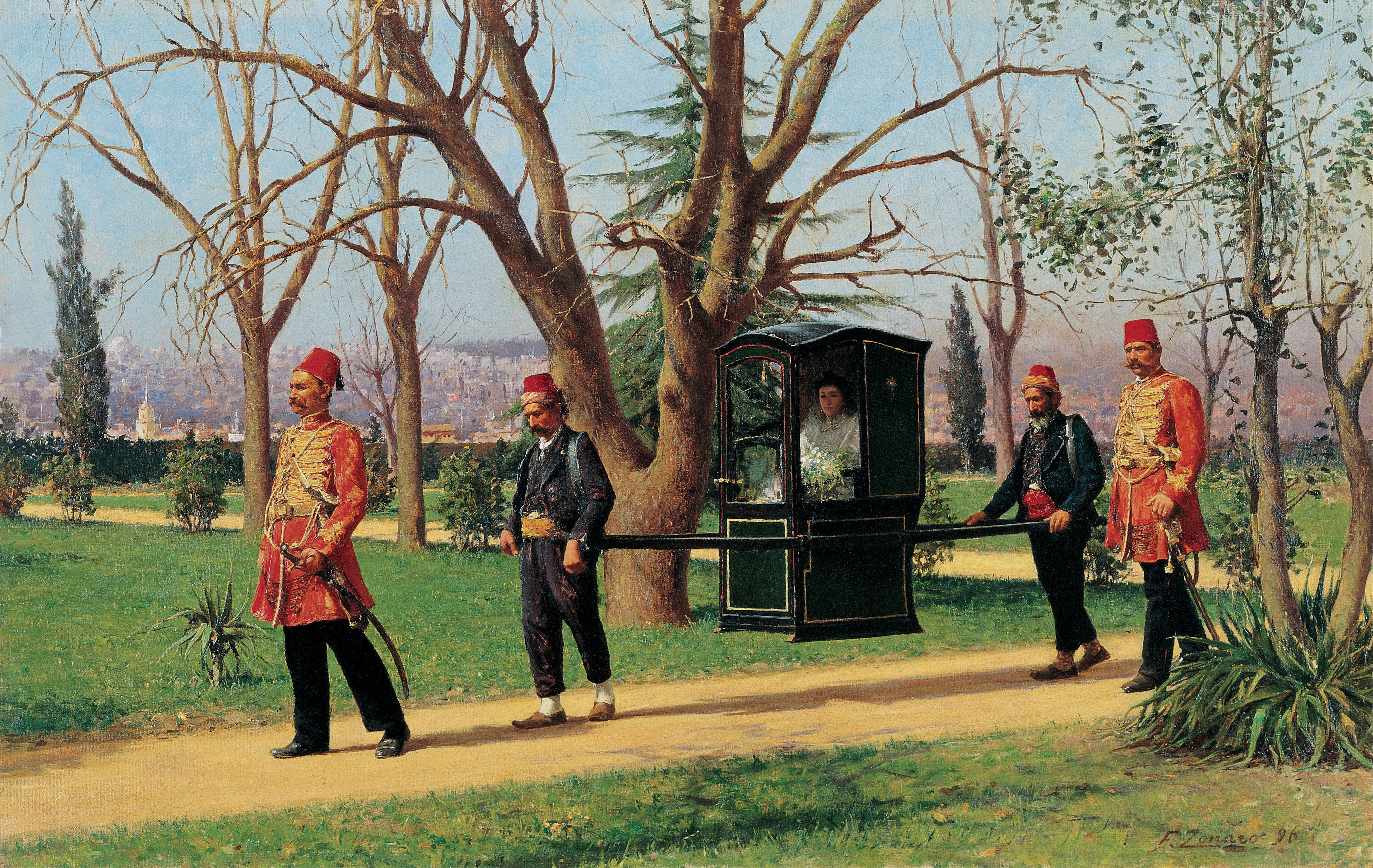
دختر سفیر بریتانیا نشسته بر تخت روان موزه پرا
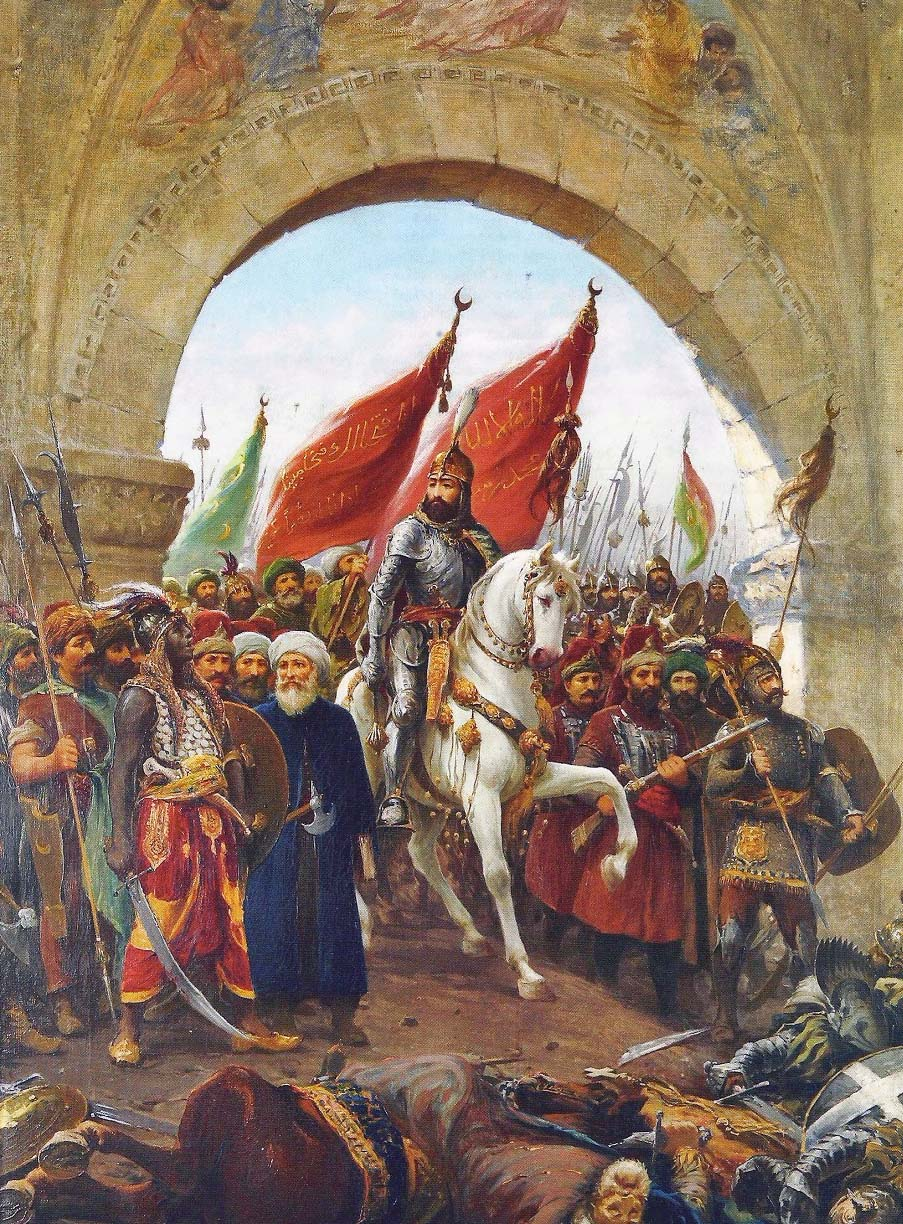
فتح قسطنطنیه توسط سلطان محمد فاتح
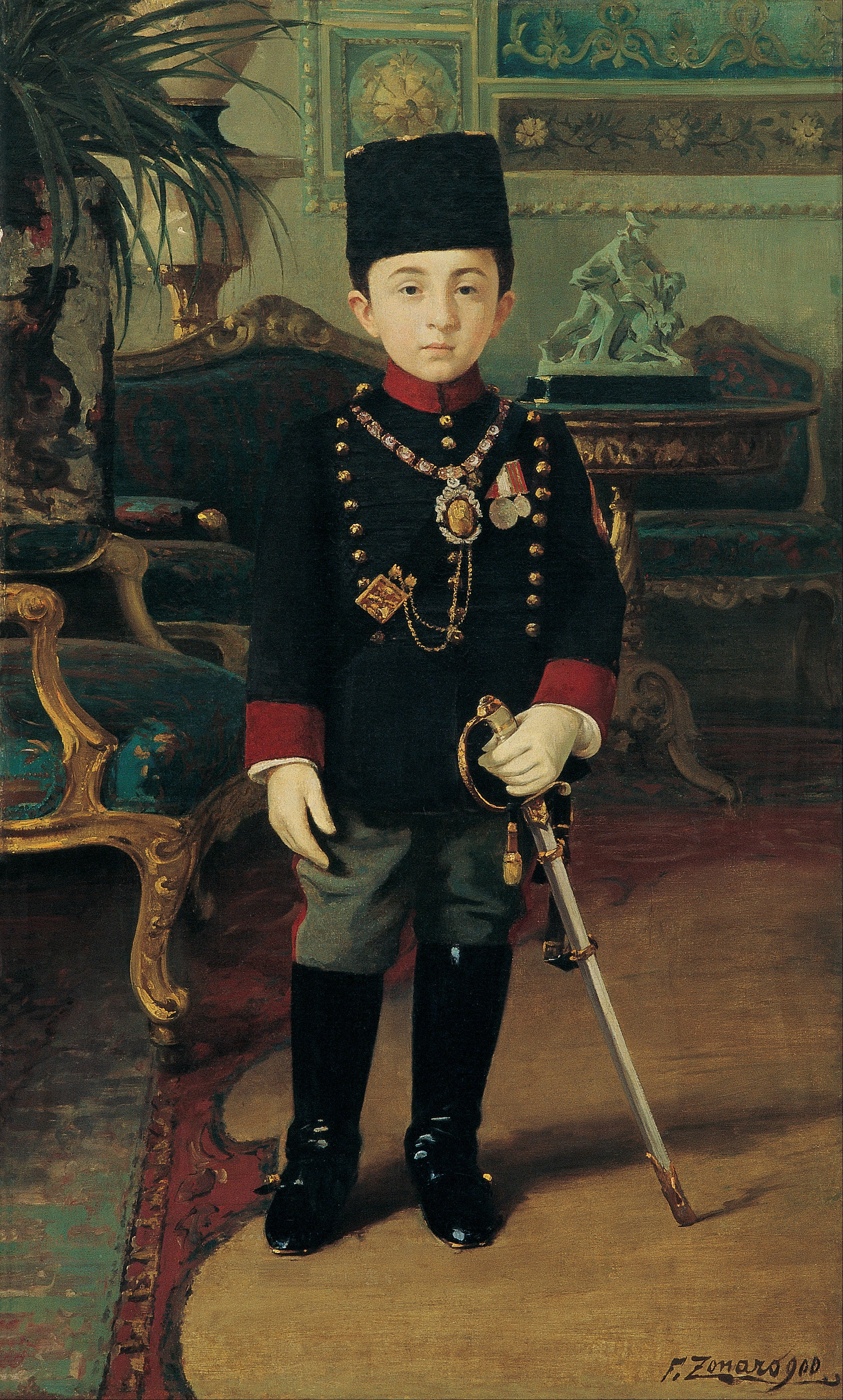
پرترهٔ شاهزاده عبدالرحیم افندی موزه پرا
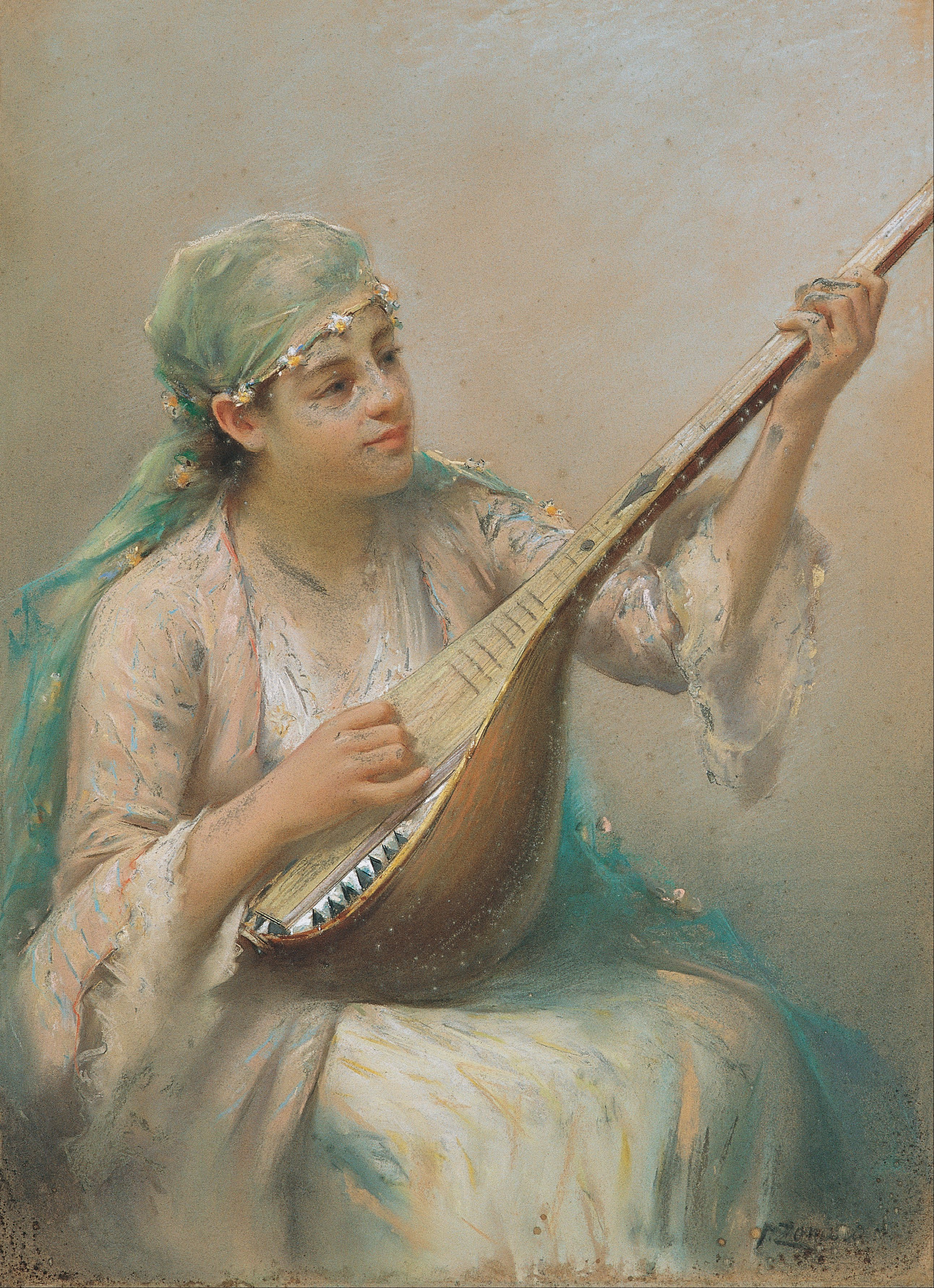
دختر تارنواز
موزه پرا